# Polskie Stowarzyszenie Klas Hobie
Polskie Stowarzyszenie Klas Hobie (PHCA) – narodowe stowarzyszenie klasowe katamaranów Hobie powstałe w lutym 2006 i oficjalnie uznane przez Europejskie Stowarzyszenie Klas Hobie (EHCA).
Pod patronatem PHCA rozgrywany jest cykl regat katamaranów Hobie zorganizowany w Puchar Polski PHCA oraz Mistrzostwa Polski w klasach Hobie. W wyniku rocznego cyklu regat Pucharu PHCA przeprowadzanych zgodnie z zasadami EHCA, ISAF i PZŻ powstaje narodowa lista rankingowa. W regatach katamaranów Hobie może wziąć udział każdy.
Stowarzyszenie klasowe wspiera i organizuje szkolenia i starty w regatach dla załóg młodzieżowych – trenujących zarówno indywidualnie, jak i szkolonych we współpracy z różnymi klubami i szkołami żeglarskimi. Propagowanie żeglarstwa katamaranowego wśród młodzieży i dorosłych jest jednym z priorytetów narodowych stowarzyszeń klasowych Hobie.
Obecność w narodowym rankingu klasy Hobie 16 umożliwi uczestnictwo 2 najlepszych polskich załóg w międzynarodowych regatach "16tek" na poziomie europejskim i światowym bez dodatkowych eliminacji. Wszyscy pozostali członkowie PHCA mogą bez żadnych ograniczeń brać udział w regatach ME i MŚ, muszą jednak startować w wyścigach kwalifikacyjnych.